# Widget – Der kleine Wächter
Widget – Der kleine Wächter ist eine Zeichentrickserie vom Beginn der 1990er Jahre. Regie führten Tom Burton und Danilo Cabreira. Diese Serie griff auch heute noch aktuelle Probleme, wie etwa Umweltverschmutzung, auf und versuchte sie für Kinder verständlich darzustellen.

## Handlung
Der kleine außerirdische Wächterlehrling Widget von einem Planeten im Sternbild Orion gelangt versehentlich mit einem Raumschiff auf die Erde. Dort landet er an einem Strand, wo er sich in einer Höhle zwischen den Klippen ein Basislager errichtet. Die Story erinnert etwas an Invader Zim und genau wie dort hat auch Widget zwei Vorgesetzte, die Weisen. Widgets Aufgabe besteht jedoch keineswegs darin, die Erde zu erobern oder die Bewohner zu versklaven, sondern bedrohte Tiere zu retten und böse Menschen zu bestrafen. Schon in der ersten Episode werden gleich drei Kinder namens Kevin, Christine und Brian auf ihn aufmerksam. Diese schließen mit ihm Freundschaft und helfen ihm bei seinen Aufträgen. Auch ein sonderbares Wesen namens Megahirn, welches aus Widgets Uhr erscheinen kann, steht ihm mit Rat und Tat zur Seite. Sehr bemerkenswert an Widget ist, dass er sich in alles Mögliche verwandeln kann, sei es nun ein Killerwal, eine Gummiente oder sogar eine Palme. Widget trifft im Zuge seiner Aufträge auch auf besondere Gegenspieler, von denen wohl der rücksichtslose Mega-Schuft, der auf seinem Planeten Titanium alles Leben ausgerottet hat, der Schlimmste ist. Aber auch Rattus ist ein übler Gegner, der Widget zwar sehr ähnlich sieht, aber charakterlich genau das Gegenteil des pflichtbewussten Umweltschützers ist.
Die Serie hatte zwei unterschiedliche Vorspanne mit jedoch demselben einführenden Text und vor jedem Vorspann macht Widget eine kurze Einführung in die Handlung der jeweiligen Folge.

## Charaktere
Widget
Ein kleiner Wächterlehrling aus dem Sternbild Orion. Obwohl er eher unfreiwillig auf der Erde gelandet ist, machen die Weisen das Beste draus und erteilen ihm viele Aufträge. Widget ist zwar klein, hat aber eine Menge Tricks drauf, die ihm beim Kampf gegen Naturkatastrophen und böse Mächte sehr zugutekommen. Dazu gehört vor allem seine Wandlungsfähigkeit. Allerdings muss Widget sich dafür in einem schnellen Wirbel drehen können, sonst klappt es nicht.
Megahirn
Megahirn ist nur ein Kopf mit zwei Händen, der jedoch besondere Fähigkeiten hat. Mit denen ist er Widget mehr als einmal eine große Hilfe. Megahirn hat außerdem noch einige Freunde, die ebenfalls einiges drauf haben.
Kevin
Einer von Widgets irdischen Freunden. Obwohl er Widget helfen will, möchte er, wie jeder Teenager, richtig cool sein und lässt sich zu schnell von besonderen Sachen ablenken. Diese schlechte Angewohnheit bringt ihn jedoch mehr als einmal in brenzlige Situationen, aus denen Widget ihn rausholen muss.
Christine
Das Mädchen ist der Ruhepol in dem Trio der Kinder. Anfangs sorgt sie dafür, dass Kevin und Brian nicht zu sehr übertreiben und Blödsinn anstellen. Später spielt sie jedoch keine besondere Rolle mehr.
Rattus
Rattus sollte ein Helfer für Widget sein, weil auch Außerirdische eine Pause brauchen. Rattus jedoch sorgt gerne für Unfrieden und bestiehlt andere. Somit hat Widget statt einer Sorge weniger eine Sorge mehr.
Die Weisen
Sie sind Widgets Vorgesetzte, mit denen er in Funkkontakt steht und die ihm stets Aufträge erteilen. Der rote Weise ist zudem eine Frau.

## Produktion und Veröffentlichung
Die Serie entstand nach dem Konzept von Peter Keefe und unter der Regie von Tom Burton und Danilo Cabreira bei Calico Entertainment und Zodiac Entertainment. Tom Burton war auch der verantwortliche Produzent und Dale Schacker komponierte die Musik. Als künstlerischer Leiter war Ken Leonard verpflichtet.
Erstmals ausgestrahlt wurde die Serie mit zunächst 13 Folgen vom 29. September bis 22. Dezember 1990 bei verschiedenen Sendern in den USA. Von 23. September bis 31. Dezember 1991 folgte eine zweite Staffel mit 52 Folgen. Die deutsche Erstausstrahlung lief vom 3. April 1992 bis 23. Februar 1994 bei Pro7 und dem Kabelkanal.

## Episodenliste

### Staffel 1
| Nr. (ges.) | Nr. (St.) | Deutscher Titel                | Originaltitel                  | Erstausstrahlung USA | Deutschsprachige Erstausstrahlung (D) |
| ---------- | --------- | ------------------------------ | ------------------------------ | -------------------- | ------------------------------------- |
| 1          | 1         | Wächterlehrling zweiter Klasse | Widget's Great Whale Adventure | 29. Sep. 1990        | 3. Apr. 1992                          |
| 2          | 2         | Der adoptierte Gorilla         | Gorilla My Dreams              | 6. Okt. 1990         |                                       |
| 3          | 3         | Widget und der kleine Wal      | Kona, the Captive Whale        | 13. Okt. 1990        |                                       |
| 4          | 4         | Widget und der Wilderer        | Widget of the Jungle           | 20. Okt. 1990        |                                       |
| 5          | 5         | Im australischen Busch         | Widget's Walkabout             | 27. Okt. 1990        |                                       |
| 6          | 6         | Abenteuer im Regenwald         | Amazon Adventure               | 3. Nov. 1990         |                                       |
| 7          | 7         | Die gefangenen Delphine        | Mediterranean Adventure        | 10. Nov. 1990        |                                       |
| 8          | 8         | Dem Schleim auf der Spur       | Slime Sleuths                  | 17. Nov. 1990        |                                       |
| 9          | 9         | Widgets großer Auftritt        | Rock 'n' Roll Widget           | 24. Nov. 1990        |                                       |
| 10         | 10        | Schule einmal anders           | Teacher's Pets                 | 1. Dez. 1990         |                                       |
| 11         | 11        | Widget jagt Dr. Fieser         | The Carnival Kids              | 8. Dez. 1990         |                                       |
| 12         | 12        | Keine Chance für Mega-Schuft   | Mega-Slank from Titanium       | 15. Dez. 1990        |                                       |
| 13         | 13        | Bei allen guten Geistern       | That's the Spirit              | 22. Dez. 1990        |                                       |

### Staffel 2
| Nr. (ges.) | Nr. (St.) | Deutscher Titel                   | Originaltitel                                  | Erstausstrahlung USA | Deutschsprachige Erstausstrahlung (D) |
| ---------- | --------- | --------------------------------- | ---------------------------------------------- | -------------------- | ------------------------------------- |
| 14         | 1         | Rattus, der Weltenschlächter      | Two Times Widget Equals Trouble                | 23. Sep. 1991        |                                       |
| 15         | 2         | Die Sprache der Tiere             | You Talkin' to Me?                             | 24. Sep. 1991        |                                       |
| 16         | 3         | Der Supermüllmann                 | Sort It Out                                    | 25. Sep. 1991        |                                       |
| 17         | 4         | Auf zum Planeten Ramscho          | Watcher's Warning                              | 26. Sep. 1991        |                                       |
| 18         | 5         | Ganz Hirn und weg                 | The Great Brain Robbery                        | 27. Sep. 1991        |                                       |
| 19         | 6         | Der galaktische Wanderzirkus      | The Greatest Show in the Galaxy                | 30. Sep. 1991        |                                       |
| 20         | 7         | Botschafter Widget                | Bonkrz                                         | 1. Okt. 1991         |                                       |
| 21         | 8         | Das Eis wird heiß                 | Glacier Grabber                                | 2. Okt. 1991         |                                       |
| 22         | 9         | Die galaktische Hamburgerschlacht | Where's the Beef?                              | 3. Okt. 1991         |                                       |
| 23         | 10        | Klein, aber gemein                | Micronauts                                     | 4. Okt. 1991         |                                       |
| 24         | 11        | Der Urzeit-Wächter                | Watcher from Wayback                           | 14. Okt. 1991        |                                       |
| 25         | 12        | Merkwürdige Monster aus dem All   | Betty and the Beasts                           | 15. Okt. 1991        |                                       |
| 26         | 13        | Der intergalaktische Kaufrausch   | Maller Crawlers                                | 16. Okt. 1991        |                                       |
| 27         | 14        | –                                 | Never Cry Wolf                                 | 17. Okt. 1991        |                                       |
| 28         | 15        | –                                 | All Day Suckers                                | 18. Okt. 1991        |                                       |
| 29         | 16        | –                                 | Fifty Foot Ants                                | 21. Okt. 1991        |                                       |
| 30         | 17        | –                                 | Half-Pint                                      | 22. Okt. 1991        |                                       |
| 31         | 18        | –                                 | Air For Sale                                   | 23. Okt. 1991        |                                       |
| 32         | 19        | –                                 | Intergalactic Garage Sale                      | 24. Okt. 1991        |                                       |
| 33         | 20        | –                                 | The Great Brain Drain                          | 25. Okt. 1991        |                                       |
| 34         | 21        | –                                 | Dr. Mega-Slank's Pet Palace                    | 4. Nov. 1991         |                                       |
| 35         | 22        | –                                 | Murtle & Zurtle, the Galapagos Turtles         | 5. Nov. 1991         |                                       |
| 36         | 23        | –                                 | Ratchet Hood                                   | 6. Nov. 1991         |                                       |
| 37         | 24        | –                                 | Crazy 8                                        | 7. Nov. 1991         |                                       |
| 38         | 25        | –                                 | Half-Pint's Ransom                             | 8. Nov. 1991         |                                       |
| 39         | 26        | –                                 | Whatsit to You?                                | 11. Nov. 1991        |                                       |
| 40         | 27        | –                                 | Widget and the Sqizzlebonk                     | 12. Nov. 1991        |                                       |
| 41         | 28        | –                                 | Chaos in Kali-Ko                               | 13. Nov. 1991        |                                       |
| 42         | 29        | –                                 | Head Games                                     | 14. Nov. 1991        |                                       |
| 43         | 30        | –                                 | Mac Bluff                                      | 15. Nov. 1991        |                                       |
| 44         | 31        | –                                 | Great Barrier Thief                            | 18. Nov. 1991        |                                       |
| 45         | 32        | –                                 | The Brain Who Would Be King                    | 19. Nov. 1991        |                                       |
| 46         | 33        | –                                 | The Uncontrollable Urg                         | 20. Nov. 1991        |                                       |
| 47         | 34        | –                                 | The Uncontrollable Urg                         | 21. Nov. 1991        |                                       |
| 48         | 35        | –                                 | Teeny, Weeny, Widget                           | 22. Nov. 1991        |                                       |
| 49         | 36        | –                                 | Scraboolee Jubilee                             | 25. Nov. 1991        |                                       |
| 50         | 37        | –                                 | Culture Crooks                                 | 26. Nov. 1991        |                                       |
| 51         | 38        | –                                 | The Library Card                               | 27. Nov. 1991        |                                       |
| 52         | 39        | –                                 | Bonkula                                        | 28. Nov. 1991        |                                       |
| 53         | 40        | –                                 | Ratchetland                                    | 29. Nov. 1991        |                                       |
| 54         | 41        | –                                 | Rose Colored Glasses                           | 2. Dez. 1991         |                                       |
| 55         | 42        | –                                 | Crashing Planets                               | 3. Dez. 1991         |                                       |
| 56         | 43        | –                                 | Robo-Zonk                                      | 4. Dez. 1991         |                                       |
| 57         | 44        | –                                 | Ghost of a Chance                              | 5. Dez. 1991         |                                       |
| 58         | 45        | –                                 | Rock Around the Cosmos                         | 6. Dez. 1991         |                                       |
| 59         | 46        | –                                 | The Wishing Stone                              | 16. Dez. 1991        |                                       |
| 60         | 47        | –                                 | Time Trippers                                  | 17. Dez. 1991        |                                       |
| 61         | 48        | –                                 | Bungle of the Jungle                           | 18. Dez. 1991        |                                       |
| 62         | 49        | –                                 | Visit to a Machine Planet                      | 19. Dez. 1991        |                                       |
| 63         | 50        | –                                 | Awesome African Adventure                      | 20. Dez. 1991        |                                       |
| 64         | 51        | –                                 | Beast Side Story                               | 30. Dez. 1991        |                                       |
| 65         | 52        | –                                 | Mother Slank's Intergalactic Vacation Paradise | 31. Dez. 1991        |                                       |